# L'Armure sacrée d'Antiriad
L'Armure sacrée d'Antiriad  est un jeu vidéo de plates-formes édité par Palace Software en septembre 1986 sur Amstrad CPC, Commodore 64 et ZX Spectrum. Le jeu a été conçu par Andrew Fitter. Le jeu original est sorti accompagné d'un comic-book de 16 pages dessiné par Dan Malone.

## Trame
En 2086, 2 factions opposantes conçoivent une combinaison anti-radiations afin de contrer la menace nucléaire. Une guerre nucléaire est alors déclenchée et l'humanité manque de disparaître. Plusieurs siècles après, les descendants des survivants vivent en paix dans un mode de vie proche des hommes des cavernes.
Mais un jour, une force extraterrestre attaque les habitants de ce nouveau monde afin de les réduire en esclavage. Devant la puissance des envahisseurs, les Anciens des tribus dévoilent alors au plus valeureux des guerriers les parchemins secrets concernant la légende de l'armure sacrée d'Antiriad. Celui-ci devra l'utiliser afin de détruire le centre d'alimentation énergétique des forces extraterrestres.

## Système de jeu
Le jeu se présente comme un jeu à défilement horizontal en 2D. L'écran est divisé en deux parties : la partie supérieure comporte la zone de jeu, la partie inférieure représente la console de l'armure sacrée qui indique notamment la barre de vie, l'énergie de l'armure, les points, les éléments récupérés et une zone texte.
Le joueur contrôle Tal, le guerrier choisi par les anciens.
Armé de simples cailloux, Tal doit atteindre l'armure sacrée afin de l'activer. Il doit par la suite trouver les différents accessoires de celle-ci.
- Les chaussures anti-gravité : nécessaires afin de pouvoir voler.
- Le laser : seule arme de défense disponible.
- L'inverseur de particule : nécessaire pour la phase finale du jeu.
- La mine : nécessaire pour la phase finale du jeu.

Les ennemis sont principalement des robots sentinelles patrouillant dans les tableaux du jeu mais des éléments du décor recèlent des dispositifs piégés (flammes, barrières...).
Hors de son armure, la barre de vie de Tal diminue à chaque contact avec les robots. Lorsque celle-ci est vide, elle se régénère. Le joueur dispose de 3 régénérations avant le game over.
L'armure ne peut être détruite mais a besoin des cellules d'énergies dispersées un peu partout dans le jeu. Sans énergie, le joueur ne peut plus l'utiliser.

## Fin du jeu
Lorsque le joueur possède tous les éléments de l'armure, il doit se positionner au sein du générateur extra terrestre. Une fois en place, la mine se déclenche et détruit l'ensemble des envahisseurs. Un texte annonce la fin de l'oppression extra-terrestre.

## À noter
- Le jeu possède quelques ressemblances avec le jeu Metroid sorti quelques mois avant, notamment concernant le design de l'armure.
- Le titre « armure d'Antiriad » est une déformation de « armure Anti-rad », qui se comprend avec la lecture du comic-book (une déchirure forme le "i").
- La typographie utilisée reprend quasiment à l'identique, couleurs comprises, celle du logotype du groupe de Heavy Metal britannique Iron Maiden, dont la popularité était alors au sommet.
- Un bug permet de traverser les obstacles lorsque le joueur contrôle Tal sans armure (maintenir TIR + direction).
- Une version « moderne » a été réalisée par les studios Ovine.